# Тюрнев, Евгений Игоревич
Евгений Игоревич Тюрнев (род. 8 апреля 1997, Гатчина, Ленинградская область) — российский профессиональный теннисист, мастер спорта России (2017). Чемпион России в одиночном разряде (2023); победитель трёх турниров ATP Challenger (2 — в одиночном разряде); победитель тридцати семи турниров ITF (22 — в одиночном разряде).

## Общая информация
Родился 8 апреля 1997 года в Гатчине, в Ленинградской области, в России.

## Спортивная карьера
В 2014—2024 годах стал победителем двух турниров серии «челленджер» и двадцати турниров серии «фьючерс» в одиночном разряде.
И в 2014—2024 годах стал победителем ещё одного турнира серии «челленджер» и тринадцати турниров серии «фьючерс» в парном разряде.
В сентябре 2017 года, в Санкт-Петербурге получил уайлд-кард и впервые выступил на турнире серии ATP 250 «Открытый чемпионат Санкт-Петербурга», где в первом раунде соревнований проиграл немцу Филиппу Кольшрайберу со счётом: 1-6, 3-6.

### 2023—2024
В начале октября 2023 года, в Казани стал чемпионом России в одиночном разряде. И там же он также стал финалистом чемпионата России в парном разряде, где вместе с Михаилом Елгиным в финальном матче проиграл Марату Шарипову и Егору Агафонову со счётом: 3-6, 4-6.

## Итоговое место в рейтинге ATP по годам
| Год  | Одиночный рейтинг | Парный рейтинг |
| 2023 | 838               | 748            |
| 2022 | 446               | 421            |
| 2021 | 318               | 397            |
| 2020 | 424               | 329            |
| 2019 | 457               | 553            |
| 2018 | 345               | 489            |
| 2017 | 448               | 425            |
| 2016 | 388               | 1201           |
| 2015 | 735               | 525            |
| 2014 | 520               | 720            |